# Anahita pallida
Anahita pallida är en spindelart som först beskrevs av Ludwig Carl Christian Koch 1875.  Anahita pallida ingår i släktet Anahita och familjen Ctenidae. Inga underarter finns listade i Catalogue of Life.